# Scirocco-Powell
Scirocco-Powell – brytyjski, w 1964 belgijski konstruktor i zespół wyścigowy, uczestniczący w Formule 1 w 1963 i 1964 roku.

## Wyniki w Formule 1
| Legenda oznaczeń w tabelach wyników Wyświetl szablon na nowej stronie | Legenda oznaczeń w tabelach wyników Wyświetl szablon na nowej stronie                                                                     |
| Oznaczenie                                                            | Wyjaśnienie |
| --------------------------------------------------------------------- | --- |
| Złoty                                                                 | Zwycięzca lub mistrzostwo |
| Srebrny                                                               | 2. miejsce lub wicemistrzostwo |
| Brązowy                                                               | 3. miejsce lub II wicemistrzostwo |
| Zielony                                                               | Ukończył, punktował (w klasyfikacji generalnej, gdy zdobył co najmniej jeden punkt na przestrzeni sezonu, poza trzema powyższymi opcjami) |
| Niebieski                                                             | Ukończył, nie punktował (w klasyfikacji generalnej, gdy nie zdobył co najmniej jednego punktu na przestrzeni sezonu)                      |
| Czerwony                                                              | Nie zakwalifikował się (NZ) |
| Czerwony                                                              | Nie prekwalifikował się (NPK) |
| Różowy                                                                | Nie ukończył (NU) |
| Różowy                                                                | Niesklasyfikowany (NS) (w klasyfikacji generalnej, gdy nie został sklasyfikowany w żadnym wyścigu sezonu)                                 |
| Czarny                                                                | Zdyskwalifikowany (DK) |
| Czarny                                                                | Wykluczony (WYK/EX) |
| Biały                                                                 | Nie wystartował (NW) |
| Biały                                                                 | Kontuzjowany (K/INJ) |
| Biały                                                                 | Wyścig odwołany (OD/C) |
| Bez koloru                                                            | Został wycofany (WYC/WD) |
| Bez koloru                                                            | Nie przybył (NP/DNA) |
| Bez koloru                                                            | Nie brał udziału w treningach (NT/DNP) |
| Bez koloru                                                            | Nie został zgłoszony (–) |
| Pogrubienie                                                           | Start z pole position |
| Kursywa                                                               | Najszybsze okrążenie wyścigu |
| †                                                                     | Nie ukończył, ale jego rezultat został zaliczony ze względu na przejechanie więcej niż 90% dystansu wyścigu.                              |
| *                                                                     | Sezon w trakcie |
| 1/2/3                                                                 | Punktowana pozycja w sprincie kwalifikacyjnym                                                                                             |
| Lista systemów punktacji Formuły 1                                    | |

| Rok  | Konstruktor     | Kierowcy       | Wyniki w poszczególnych eliminacjach | Wyniki w poszczególnych eliminacjach | Wyniki w poszczególnych eliminacjach | Wyniki w poszczególnych eliminacjach | Wyniki w poszczególnych eliminacjach | Wyniki w poszczególnych eliminacjach | Wyniki w poszczególnych eliminacjach | Wyniki w poszczególnych eliminacjach | Wyniki w poszczególnych eliminacjach | Wyniki w poszczególnych eliminacjach | Wyniki kierowców | Wyniki kierowców | Wyniki konstruktora | Wyniki konstruktora |
|      |                 |                | MON                                  | BEL                                  | HOL                                  | FRA                                  | GBR                                  | GER                                  | ITA                                  | USA                                  | MEX                                  | RPA                                  | Punkty           | Pozycja          | Punkty              | Pozycja             |
| ---- | --------------- | -------------- | ------------------------------------ | ------------------------------------ | ------------------------------------ | ------------------------------------ | ------------------------------------ | ------------------------------------ | ------------------------------------ | ------------------------------------ | ------------------------------------ | ------------------------------------ | ---------------- | ---------------- | ------------------- | ------------------- |
| 1963 | Scirocco-Powell | Ian Burgess    | –                                    | WD                                   | –                                    | WD                                   | NU                                   | NU                                   | WD                                   | –                                    | –                                    | –                                    | 0                | NS               | 0                   | NS                  |
| 1963 | Scirocco-Powell | Tony Settember | –                                    | NU                                   | –                                    | NU                                   | NU                                   | NU                                   | NZ                                   | –                                    | –                                    | –                                    | 0                | NS               | 0                   | NS                  |
|      |                 |                | MON                                  | HOL                                  | BEL                                  | FRA                                  | GBR                                  | GER                                  | AUT                                  | ITA                                  | USA                                  | MEX                                  | Punkty           | Pozycja          | Punkty              | Pozycja             |
| 1964 | Scirocco        | André Pilette  | –                                    | –                                    | NU                                   | –                                    | –                                    | NZ                                   | –                                    | –                                    | –                                    | –                                    | 0                | NS               | 0                   | NS                  |